# Apollo 1
Apollo 1, ban đầu được chỉ định là AS-204, theo kế hoạch sẽ là sứ mệnh có người lái đầu tiên của chương trình Apollo, một nỗ lực nhằm trở thành quốc gia đầu tiên đưa người đổ bộ lên Mặt Trăng của Hoa Kỳ. Nhiệm vụ được lên kế hoạch phóng vào ngày 21 tháng 2 năm 1967 như cuộc thử nghiệm đầu tiên ở quỹ đạo Trái Đất tầm thấp của mô-đun chỉ huy và dịch vụ Apollo. Tuy nhiên, sứ mệnh này chưa bao giờ được bay; một vụ cháy cabin trong quá trình kiểm tra diễn tập cho phi vụ phóng tại Tổ hợp Phóng 34 của Trạm không quân Mũi Kennedy vào ngày 27 tháng 1 đã giết chết toàn bộ ba thành viên phi hành đoàn, bao gồm phi công chỉ huy Gus Grissom, phi công cao cấp Ed White và phi công Roger B. Chaffee. Ngoài ra, vụ hỏa hoạn còn phá hủy mô-đun chỉ huy (CM). Tên gọi Apollo 1, vốn do phi hành đoàn chọn, đã được NASA chính thức hóa sau vụ cháy để vinh danh các phi hành gia thiệt mạng.
Ngay sau trận hỏa hoạn, NASA liền cho triệu tập Ủy ban Điều tra Tai nạn (Accident Review Board) nhằm xác định nguyên nhân gây cháy, và cả hai viện của Quốc hội Hoa Kỳ cũng chỉ đạo các ủy ban thẩm tra của riêng họ để giám sát cuộc điều tra của NASA. Nguồn cháy được xác định là do chập điện, và ngọn lửa đã lan ra nhanh chóng do vật liệu nylon dễ cháy cũng như môi trường oxy tinh khiết áp suất cao trong cabin. Nỗ lực giải cứu còn gặp khó khăn do cửa sập của plug door không thể mở được trước áp suất bên trong buồng lái. Vì tên lửa không có nhiên liệu nên cuộc thử nghiệm không được coi là nguy hiểm, do đó công tác chuẩn bị tình huống khẩn cấp cho nó là rất kém.
Trong quá trình điều tra của Quốc hội, Thượng nghị sĩ Walter Mondale đã công khai phơi bày một tài liệu nội bộ từ NASA trích dẫn các vấn đề với nhà thầu chính của Apollo là North American Aviation, về sau được biết đến với tên gọi Bản báo cáo Phillips (Phillips Report). Việc tiết lộ này khiến Trưởng quản lý NASA James E. Webb bối rối, ông không hề hay biết gì về sự tồn tại của tài liệu và đã gây ra nhiều tranh cãi đối với chương trình Apollo. Bất chấp sự không hài lòng của Quốc hội trước thái độ thiếu cởi mở của NASA, cả hai ủy ban quốc hội đều phán quyết rằng các vấn đề được nêu trong báo cáo không liên quan đến vụ tai nạn.
Nhũng chuyến bay Apollo có người lái đã bị đình chỉ hai mươi tháng trong thời gian xử lý các phần cứng của mô-đun chỉ huy. Tuy nhiên, công tác phát triển cũng như những chuyến bay thử nghiệm không người lái của mô-đun Mặt Trăng (LM) và tên lửa Saturn V vẫn được tiếp tục. Phương tiện phóng Saturn IB của Apollo 1, AS-204, đã được sử dụng trong chuyến bay thử đầu tiên của LM là Apollo 5. Về sau, sứ mệnh Apollo có người lái đầu tiên cũng thực hiện thành công với phi hành đoàn dự phòng của Apollo 1 trong nhiệm vụ Apollo 7 vào tháng 10 năm 1968.

## Phi hành đoàn
| Vai trò          | Phi hành gia                                  | Phi hành gia                                  |
| ---------------- | --------------------------------------------- | --------------------------------------------- |
| Phi công chỉ huy | Gus Grissom Chuyến bay thứ ba (lẽ ra)         | Gus Grissom Chuyến bay thứ ba (lẽ ra)         |
| Phi công cao cấp | Edward H. White II Chuyến bay thứ hai (lẽ ra) | Edward H. White II Chuyến bay thứ hai (lẽ ra) |
| Phi công         | Roger B. Chaffee Chuyến bay thứ nhất (lẽ ra)  | Roger B. Chaffee Chuyến bay thứ nhất (lẽ ra)  |
| [ 2 ]            |                                               |                                               |

### Phi hành đoàn dự phòng thứ nhất (tháng 4 – tháng 12 năm 1966)
| Vai trò                                 | Phi hành gia                   | Phi hành gia                   |
| --------------------------------------- | ------------------------------ | ------------------------------ |
| Phi công chỉ huy                        | James A. McDivitt              | James A. McDivitt              |
| Phi công cao cấp                        | David R. Scott                 | David R. Scott                 |
| Phi công                                | Russell L. "Rusty" Schweickart | Russell L. "Rusty" Schweickart |
| Phi hành đoàn này đã bay trên Apollo 9. |                                |                                |

### Phi hành đoàn dự phòng thứ hai (tháng 12 năm 1966 – tháng 1 năm 1967)
| Vai trò                                 | Phi hành gia                  | Phi hành gia                  |
| --------------------------------------- | ----------------------------- | ----------------------------- |
| Phi công chỉ huy                        | Walter M. "Wally" Schirra Jr. | Walter M. "Wally" Schirra Jr. |
| Phi công cao cấp                        | Donn F. Eisele                | Donn F. Eisele                |
| Phi công                                | R. Walter Cunningham          | R. Walter Cunningham          |
| Phi hành đoàn này đã bay trên Apollo 7. |                               |                               |

## Các kế hoạch chuyến bay thử nghiệm Apollo có phi hành đoàn

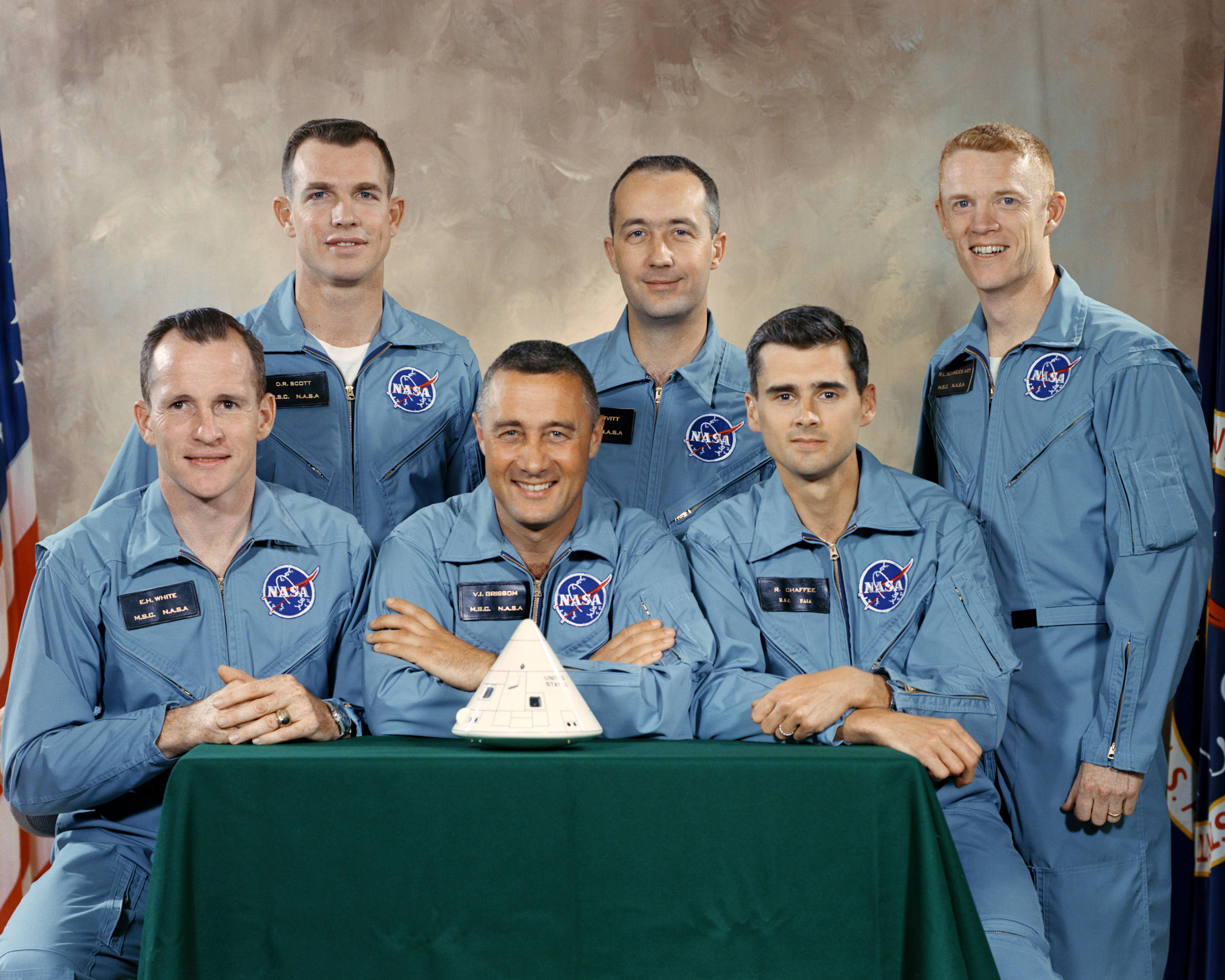
Chân dung chính thức của các phi hành đoàn chính và dự phòng của AS-204 cho đến ngày 1 tháng 4 năm 1966. Phi hành đoàn dự phòng (đang đứng) gồm McDivitt (giữa), Scott (trái) và Schweickart được thay thế bởi Schirra, Eisele và Cunningham vào tháng 12 năm 1966.

AS-204 là chuyến bay thử nghiệm có người lái đầu tiên của mô-đun chỉ huy và dịch vụ Apollo (CSM) lên quỹ đạo Trái Đất, với phương tiện phóng là một tên lửa đẩy Saturn IB. Mục tiêu của phi vụ là nhằm thử nghiệm các hoạt động điều hành phóng, các cơ sở theo dõi và điều khiển trên mặt đất cũng như hiệu suất của tổ hợp phóng Apollo-Saturn. Công việc này có thể kéo dài tới hai tuần tùy thuộc vào hoạt động của tàu vũ trụ.
CSM cho chuyến bay này mang số hiệu 012, do North American Aviation (NAA) chế tạo, là một phiên bản Block I được thiết kế trước khi lựa chọn chiến lược điểm hẹn quỹ đạo Mặt Trăng, do đó nó không thể ghép nối với mô-đun Mặt Trăng. Các chuyên gia đã đưa khả năng này vào trong thiết kế của CSM Block II cùng với các bài học rút ra từ Block I. Block II sẽ được bay thử nghiệm với LM một khi LM sẵn sàng.
Tháng 1 năm 1966, Giám đốc Điều hành Phi hành đoàn Deke Slayton chọn ra phi hành đoàn Apollo đầu tiên với Grissom làm phi công chỉ huy, White là phi công cao cấp, và tân binh Donn F. Eisele đảm nhiệm vị trí phi công; tuy nhiên, Eisele đã bị trật khớp vai hai lần trên máy bay huấn luyện không trọng lượng KC-135 và phải phẫu thuật vào ngày 27 tháng 1. Slayton thay thế ông bằng Chaffee. Ngày 21 tháng 3 năm 1956, NASA thông báo kết quả lựa chọn phi hành đoàn, trong đó James McDivitt, David Scott và Russell Schweickart là những thành viên của phi hành đoàn dự phòng.
Ngày 29 tháng 9, Walter Schirra, Eisele và Walter Cunningham được ghi danh vào phi hành đoàn chính cho chuyến bay thử nghiệm thứ hai của CSM Block I là AS-205. NASA dự định tiếp nối phi vụ này với một chuyến bay thử không người lái của LM (AS-206), sau đó sứ mệnh có người lái thứ ba sẽ là chuyến bay kép mang định danh AS-278 (hoặc AS-207/208), trong đó AS-207 sẽ phóng lên CSM Block II có người lái đầu tiên, rồi thực hiện một cuộc gặp gỡ và ghép nối với chiếc LM không người lái phóng trên AS-208.
Tháng 3 năm 1966, NASA nghiên cứu về khả năng tiến hành sứ mệnh Apollo đầu tiên như một cuộc hẹn chung trong không gian với sứ mệnh cuối cùng thuộc Dự án Gemini là Gemini 12 vào tháng 11 cùng năm. Tuy nhiên vào tháng 5, sự chậm trễ trong việc giúp Apollo sẵn sàng bay và thời gian cần thêm để kết hợp khả năng tương thích với Gemini đã khiến ý tưởng ấy trở nên không thực tế. Vấn đề này được đem ra bàn luận khi việc không chuẩn bị kịp thời cho trạng thái sẵn sàng của tàu vũ trụ AS-204 đã khiến thời hạn mục tiêu vào quý 4 năm 1966 bị bỏ lỡ, và sứ mệnh phải dời lại sang ngày 21 tháng 2 năm 1967.

## Bối cảnh sứ mệnh

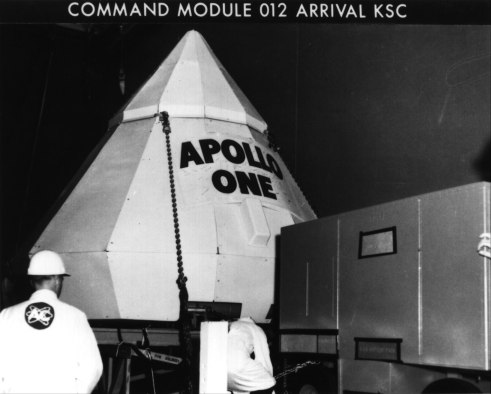
Mô-đun chỉ huy 012, được gắn nhãn Apollo One, có mặt tại Trung tâm Vũ trụ Kennedy vào ngày 26 tháng 8 năm 1966.

Tháng 10 năm 1966, NASA thông báo chuyến bay này sẽ mang theo một máy quay truyền hình nhỏ để phát sóng trực tiếp từ mô-đun chỉ huy. Chiếc máy quay cũng được sử dụng để cho phép các nhân viên điều hành chuyến bay giám sát bảng điều khiển của tàu vũ trụ. Thiết bị này được mang theo trong tất cả các sứ mệnh Apollo có phi hành đoàn.

### Huy hiệu
Tháng 6 năm 1966, phi hành đoàn của Grissom nhận được sự chấp thuận cho phép thiết kế một miếng vá (patch) sứ mệnh với tên gọi Apollo 1 (mặc dù quyết định này sau đó đã bị rút lại trong khi chờ phán quyết cuối cùng về việc định danh nhiệm vụ, điều mà chỉ được giải quyết sau vụ cháy). Vùng trung tâm của thiết kế mô tả một mô-đun chỉ huy và dịch vụ đang bay qua miền đông nam Hoa Kỳ với Florida (địa điểm phóng) được làm nổi bật. Mặt Trăng có thể nhìn thấy từ xa, tượng trưng cho mục tiêu cuối cùng của chương trình. Một đường viền màu vàng mang tên của sứ mệnh và phi hành gia cùng với một đường viền khác bên ngoài có các ngôi sao và sọc đỏ. Huy hiệu được thiết kế bởi phi hành đoàn, với ảnh minh họa do nhân viên Allen Stevens của North American Aviation thực hiện.

### Chuẩn bị tàu vũ trụ và phi hành đoàn

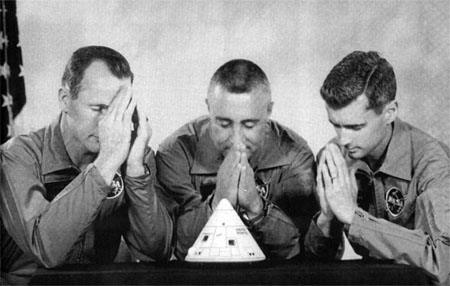
Phi hành đoàn Apollo 1 bày tỏ mối lo ngại về các vấn đề của phi thuyền bằng cách trình bày bản nhại lại bức chân dung phi hành đoàn của họ cho người quản lý của ASPO là Joseph Shea vào ngày 19 tháng 8 năm 1966.

Mô-đun chỉ huy và dịch vụ Apollo lớn và phức tạp hơn rất nhiều so với bất kỳ tàu vũ trụ có người lái nào trước đó. Tháng 10 năm 1963, Joseph F. Shea được chọn làm quản lý cho Văn phòng Chương trình Tàu vũ trụ Apollo (Apollo Spacecraft Program Office, viết tắt là ASPO), chịu trách nhiệm quản lý việc thiết kế và xây dựng cả CSM cũng như LM. Trong cuộc họp đánh giá tàu vũ trụ được tổ chức với sự có mặt của Shea vào ngày 19 tháng 8 năm 1966 (một tuần trước khi giao hàng), phi hành đoàn đã bày tỏ mối lo ngại về lượng vật liệu dễ cháy (chủ yếu là lưới nylon và Velcro) trong cabin, thứ mà cả phi hành gia và kỹ thuật viên đều cảm thấy thuận tiện trong việc giữ cố định các công cụ và thiết bị. Mặc dù Shea đã cho phi thuyền đạt điểm đậu, nhưng sau cuộc họp, họ lại đưa cho ông một bức chân dung phi hành đoàn chụp ở tư thế cúi đầu và chắp tay cầu nguyện, với dòng chữ:
Không phải chúng tôi không tin anh đâu Joe, nhưng lần này chúng tôi đã quyết định phải qua mặt anh thôi.:184

Shea ra lệnh cho nhân viên của mình yêu cầu North American loại bỏ các chất dễ cháy ra khỏi cabin, nhưng lại không đích thân giám sát vấn đề.:185
North American vận chuyển phi thuyền CM-012 đến Trung tâm Vũ trụ Kennedy vào ngày 26 tháng 8 năm 1966, theo giấy chứng nhận đủ điều kiện bay (Certificate of Flight Worthiness) có quy định: 113 thay đổi kỹ thuật đáng kể chưa hoàn thành theo kế hoạch phải được làm xong tại KSC. Chưa hết, đã có thêm 623 yêu cầu thay đổi kỹ thuật được thực hiện và hoàn thành sau khi giao hàng.:6-3  Grissom thất vọng với việc các kỹ sư mô phỏng đào tạo không thể theo kịp những thay đổi của tàu vũ trụ, đến nỗi ông đã lấy một quả chanh từ cái cây gần nhà mình và treo nó lên thiết bị mô phỏng.
Tháng 9 năm 1966, các mô-đun chỉ huy và dịch vụ được liên kết lại trong buồng độ cao (altitude chamber) của KSC, và quá trình thử nghiệm hệ thống kết hợp cũng được tiến hành. Đầu tiên, việc kiểm tra độ cao được thực hiện khi không có người điều khiển, sau đó là với cả đội chính và đội dự phòng, từ ngày 10 tháng 10 đến ngày 30 tháng 12. Trong quá trình thử nghiệm này, bộ phận kiểm soát môi trường (ECU) trong mô-đun chỉ huy bị phát hiện có lỗi thiết kế và phải gửi về cho nhà sản xuất để thay đổi cũng như gia công lại. ECU được trả lại sau đó bị rò rỉ nước/chất làm mát glycol và phải gửi về lần thứ hai. Cũng trong thời gian này, bể chứa thuốc phóng trong một mô-đun dịch vụ khác bị vỡ khi thử nghiệm tại NAA, khiến mô-đun dịch vụ phải bị đưa ra khỏi buồng thử nghiệm của KSC để có thể kiểm tra các dấu hiệu của sự cố bể chứa. Những xét nghiệm này đều cho kết quả âm tính.

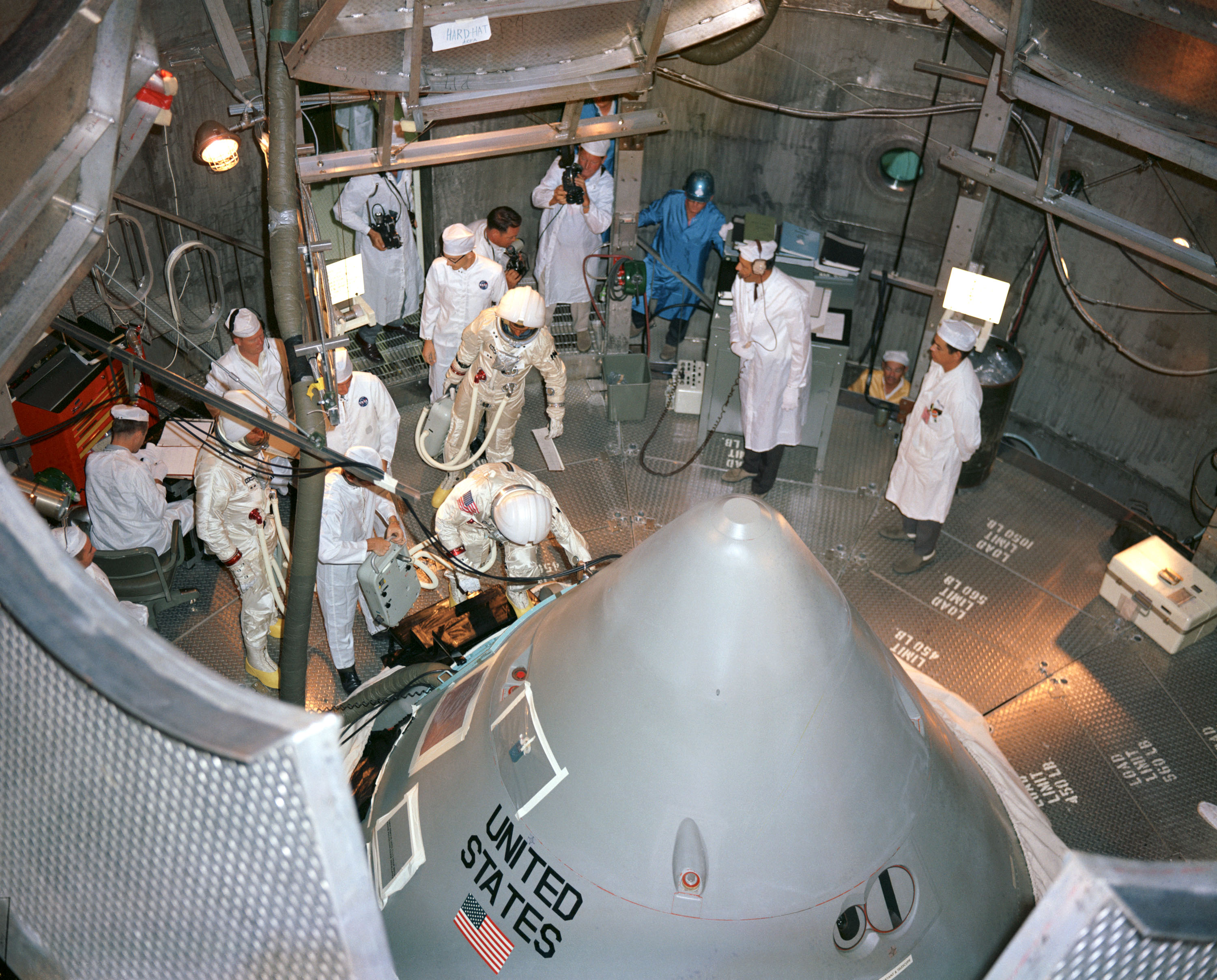
Phi hành đoàn Apollo 1 bước vào tàu vũ trụ trong buồng độ cao tại Trung tâm Vũ trụ Kennedy, ngày 18 tháng 10 năm 1966.

Tháng 12 năm 1966, NASA hủy bỏ chuyến bay thứ hai của Block I là AS-205 với lý do là không cần thiết; Schirra, Eisele và Cunningham được tái chỉ định làm phi hành đoàn dự phòng của Apollo 1. Tổ bay của McDivitt trở thành phi hành đoàn chính thức của sứ mệnh Block II/LM, vốn được tái định danh thành AS-258 do phương tiện phóng AS-205 sẽ thay thế AS-207. Nhiệm vụ có người lái thứ ba cũng được lên kế hoạch để phóng CSM và LM cùng nhau trên Saturn V (AS-503) tới quỹ đạo Trái Đất tầm trung (MEO), với phi hành đoàn gồm Frank Borman, Michael Collins và William Anders. McDivitt, Scott và Schweickart đã bắt đầu khóa đào tạo cho AS-258 trong CM-101 tại nhà máy của NAA ở Downey, California khi vụ tai nạn Apollo 1 xảy ra.
Sau khi khắc phục tất cả các sự cố phần cứng còn tồn tại trên CSM-012, tàu vũ trụ được lắp ráp lại đã hoàn thành cuộc thử nghiệm buồng độ cao thành công với phi hành đoàn dự phòng của Schirra vào ngày 30 tháng 12.:4-2 Theo báo cáo cuối cùng của ủy ban điều tra tai nạn, "Tại cuộc phỏng vấn sau buổi thử nghiệm, phi hành đoàn dự phòng đã bày tỏ sự hài lòng với tình trạng và hiệu suất của tàu vũ trụ".:4-2 Thông tin này dường như mâu thuẫn với lời tường thuật được đưa ra trong cuốn sách năm 1994 Lost Moon: The Perilous Voyage of Apollo 13 của Jeffrey Kluger và phi hành gia James Lovell, rằng "Khi bộ ba trèo ra khỏi tàu,... Schirra nói rõ là mình không hài lòng với những gì đã thấy", sau đó Schirra cảnh báo Grissom và Shea "tôi không thể chỉ ra vấn đề ở con tàu này, chỉ là nó khiến tôi không thoải mái. Có điều gì đó ở nó không ổn", và rằng Grissom nên thoát ra ngay khi có dấu hiệu rắc rối đầu tiên.

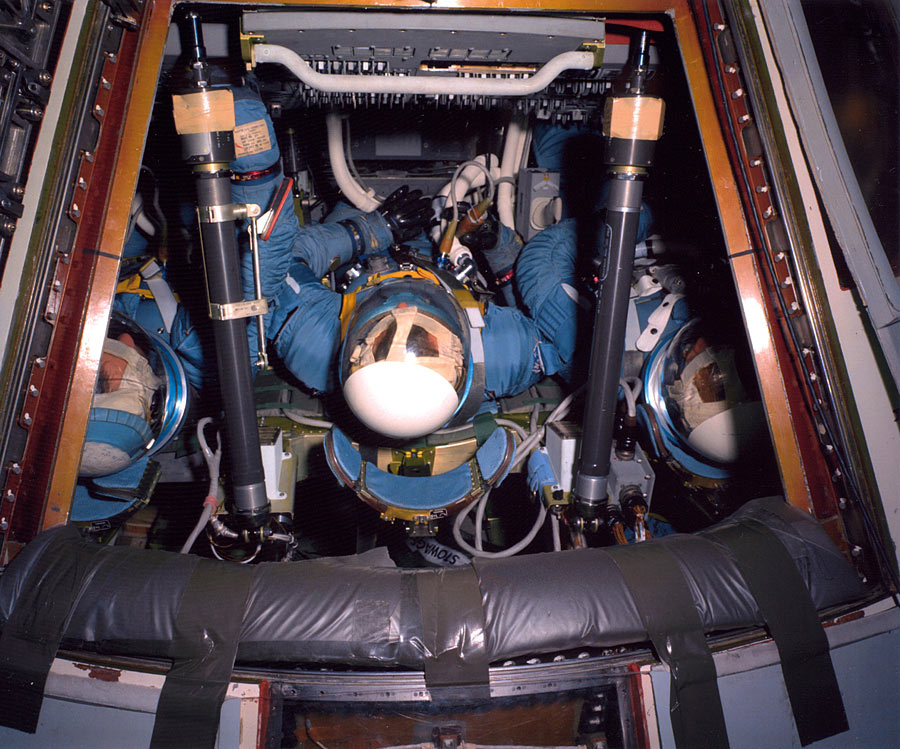
McDivitt, Scott và Schweickart luyện tập cho sứ mệnh Apollo thứ hai vào ngày 26 tháng 1 năm 1967. Họ đang ở bên trong mô-đun chỉ huy Block II thứ nhất và mặc những phiên bản màu xanh dương ban đầu của bộ đồ áp suất Block II.

Sau khi thử nghiệm độ cao thành công, tàu vũ trụ được đưa ra khỏi buồng độ cao vào ngày 3 tháng 1 năm 1967 và ghép với phương tiện phóng Saturn IB trên bệ phóng 34 vào ngày 6 tháng 1.
Grissom cho biết trong một cuộc phỏng vấn vào tháng 2 năm 1963 rằng NASA không thể loại bỏ rủi ro bất chấp các biện pháp đề phòng:
Rất nhiều người đã cống hiến nhiều nỗ lực hơn tôi có thể tả để [làm cho] Dự án Mercury và các dự án kế nhiệm của nó trở nên an toàn nhất có thể đối với con người... Nhưng chúng tôi cũng nhận thấy rằng vẫn còn rất nhiều rủi ro, đặc biệt là trong các hoạt động ban đầu, bất kể việc lập kế hoạch. Bạn không thể dự đoán được tất cả những điều có thể xảy ra, hoặc khi nào chúng có thể xảy ra.

Ông nói thêm, "Tôi cho rằng một ngày nào đó chúng ta sẽ gặp thất bại. Ở mọi công việc khác đều có thất bại, và chúng chắc chắn sẽ xảy ra dù sớm hay muộn". Trong một cuộc phỏng vấn vào tháng 12 năm 1966, khi được hỏi về nỗi lo sợ đối với một thảm họa tiềm tàng, Grissom đáp lại rằng:
Bạn phải loại bỏ điều đó ra khỏi tâm trí. Tất nhiên, bạn luôn có khả năng gặp phải một thất bại thê thảm; điều đó có thể xảy ra trên bất kỳ chuyến bay nào, có thể là chuyến cuối cùng hoặc là chuyến đầu tiên. Vì vậy, bạn chỉ việc lập kế hoạch tốt nhất có thể để giải quyết tất cả những tình huống có thể xảy ra này, sau đó, bạn đào tạo một phi hành đoàn bài bản rồi bay lên thôi.

## Tai nạn

### Thử nghiệm plugs-out

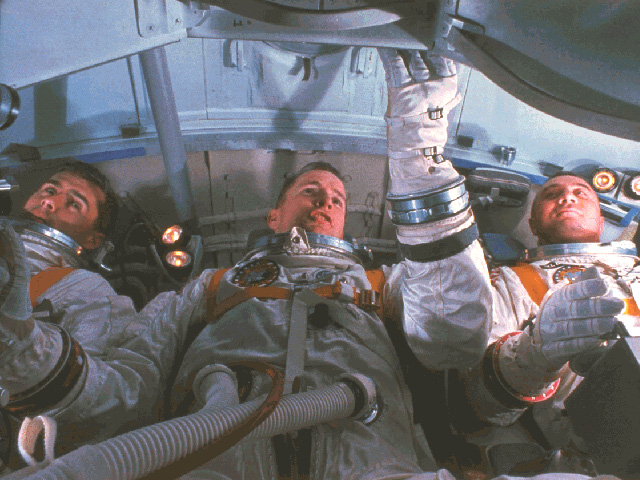
Chaffee, White và Grissom đang luyện tập trong cabin của một mô-đun chỉ huy mô phỏng, ngày 19 tháng 1 năm 1967

Buổi mô phỏng phóng trên bệ phóng 34 vào ngày 27 tháng 1 năm 1967 là một cuộc thử nghiệm "plugs-out" (tạm dịch là "rút phích cắm"), nhằm mục đích xác định xem liệu tàu vũ trụ có hoạt động bình thường bằng nguồn điện nội bộ (mô phỏng) khi bị tách ra khỏi tất cả các dây cáp và dây rốn hay không. Việc vượt qua bài kiểm tra này là điều cần thiết để sứ mệnh có thể phóng vào ngày 21 tháng 2. Cuộc thử nghiệm không được coi là nguy hiểm vì cả phương tiện phóng và tàu vũ trụ đều không được nạp nhiên liệu hoặc chất đông lạnh và tất cả hệ thống nổ (pyrotechnic system) (hay bu lông nổ (explosive bolts)) đều đã bị vô hiệu hóa.
1 giờ chiều EST (18:00 GMT) ngày 27 tháng 1, Grissom, Chaffee và White lần lượt bước vào mô-đun chỉ huy trong những bộ đồ áp suất. Sau đó, họ được buộc vào ghế rồi nối với hệ thống oxy và liên lạc của tàu vũ trụ. Grissom ngay lập tức nhận thấy một mùi lạ trong không khí đang lan tỏa khắp bộ đồ của mình, mùi mà được anh so sánh với "sữa bơ chua", và quá trình đếm ngược mô phỏng bị tạm dừng lúc 1:20 chiều trong khi các mẫu không khí được thu thập. Họ đã không tìm thấy nguyên nhân gây ra mùi hôi và quá trình đếm ngược lại tiếp tục vào lúc 2:42 chiều. Điều tra tai nạn cho thấy mùi này không liên quan đến vụ cháy.
Ba phút sau khi tiếp tục đếm, quá trình lắp đặt cửa sập bắt đầu. Cửa sập bao gồm ba phần: một cửa sập bên trong có thể tháo rời nằm bên trong cabin; một cửa sập bên ngoài có bản lề, là một phần của tấm chắn nhiệt tàu vũ trụ; và một nắp cửa sập bên ngoài, là một phần của lớp bảo vệ tăng cường bao bọc toàn bộ mô-đun chỉ huy để bảo vệ con tàu khỏi sự gia nhiệt khí động học trong quá trình phóng và khỏi khí thải tên lửa thoát ra trong trường hợp phi vụ phóng bị hủy bỏ. Nắp cửa sập tăng cường được chốt một phần, nhưng không hoàn toàn, vì lớp bảo vệ tăng cường linh hoạt bị biến dạng đôi chút do một số dây cáp chạy bên dưới nó để cung cấp nguồn điện nội bộ mô phỏng (chất phản ứng pin nhiên liệu của tàu vũ trụ không được nạp cho thử nghiệm này). Sau khi bịt kín các cửa sập, không khí trong cabin được thay thế bằng oxy tinh khiết ở mức 16,7 psi (115 kPa), cao hơn 2 psi (14 kPa) so với áp suất khí quyển.:Enclosure V-21
Chuyển động của các nhà du hành vũ trụ được dò thông qua đơn vị đo quán tính (inertial measurement unit) của tàu không gian và cảm biến y sinh của phi hành gia, đồng thời cũng được biểu thị bằng sự gia tăng lưu lượng khí oxy trong bộ đồ vũ trụ và âm thanh từ micrô bị kẹt ở trạng thái mở của Grissom. Micrô bị kẹt là một trong những vấn đề của vòng lặp liên lạc kết nối phi hành đoàn, Operations and Checkout Building (tạm dịch: "Tòa nhà Điều hành và Phát hiện lỗi") với phòng điều khiển bệ phóng Tổ hợp 34. Khả năng liên lạc kém khiến Grissom phải nhận xét: "Làm sao lên được Mặt Trăng nếu chúng ta không thể nói chuyện giữa hai hoặc ba tòa nhà?".
Đồng hồ đếm ngược mô phỏng lại bị tạm dừng lúc 5:40 chiều trong khi các kỹ thuật viên cố gắng khắc phục sự cố liên lạc. Tất cả từ chức năng đếm ngược cho đến quá trình truyền điện nội bộ mô phỏng đã được xử lý thành công trước 6:20 chiều, và vào 6:30 số đếm vẫn được giữ ở mức T trừ 10 phút.

### Hỏa hoạn

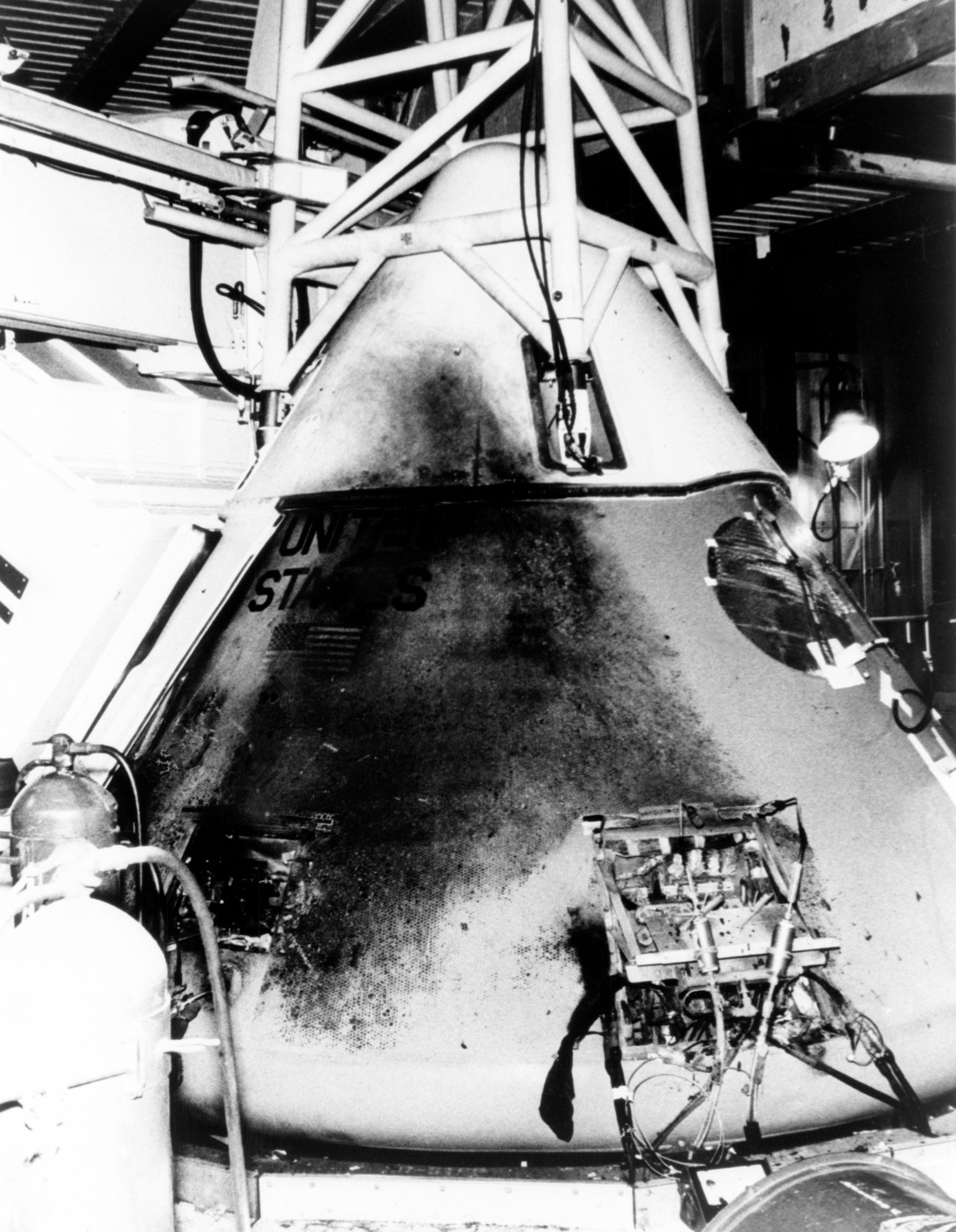
Phần bên ngoài của mô-đun chỉ huy bị cháy đen sau vụ hỏa hoạn

Các thành viên phi hành đoàn đang tranh thủ thời gian để xem lại danh sách kiểm tra thì điện áp AC Bus 2 tăng lên tức thời. Chín giây sau (lúc 6:31:04,7), một trong những phi hành gia (một số người nghe thấy và phân tích trong phòng thí nghiệm cho biết đó là Grissom) đã thốt lên "Này!", "Có lửa!";:5–8 theo sau là hai giây âm thanh xô xát qua micrô đang mở của Grissom. Ngay sau đó là một người (đa phần người nghe và kết quả phân tích trong phòng thí nghiệm chỉ ra đó là Chaffee) nói rằng "[Tôi, hay Chúng tôi] đang gặp hỏa hoạn trong buồng lái". Sau 6,8 giây im lặng, nhiều người khác nhau đã nghe thấy một đường truyền thứ hai bị cắt xén nghiêm trọng (họ tin rằng việc truyền tải này được thực hiện bởi Chaffee:5–9) như sau:
- "Họ đang đối phó một đám cháy nghiêm trọng — Hãy thoát ra ngoài ... Mở cửa ra",
- "Chúng tôi gặp phải một vụ cháy lớn — Hãy thoát ra ngoài ... Chúng tôi đang bị thiêu đốt", hay
- "Báo cáo, ở đây có một đám cháy lớn ... Tôi đang thoát ra ngoài ..."

Đường truyền kéo dài 5,0 giây và kết thúc bằng một tiếng kêu đau đớn.:5-8, 5-9
Một số nhân chứng ở bệ phóng nói rằng họ đã nhìn thấy White trên màn hình tivi đang với lấy tay nắm của cửa sập bên trong khi ngọn lửa trong cabin lan từ trái sang phải.:5-3
Sức nóng của ngọn lửa được cung cấp bởi oxy nguyên chất đã khiến áp suất tăng lên 29 psi (200 kPa), làm vỡ thành bên trong của mô-đun chỉ huy lúc 6:31:19 (23:31:19 GMT, giai đoạn đầu của đám cháy). Ngọn lửa và khí sau đó tràn ra ngoài mô-đun chỉ huy thông qua các cửa thăm mở tới hai tầng của cấu trúc dịch vụ (service structure) bệ phóng. Hơi nóng gay gắt, khói dày đặc và mặt nạ phòng độc không hiệu quả (do được thiết kế dành cho khí độc hơn là khói) đã cản trở nỗ lực giải cứu người của đội mặt đất. Người ta lo ngại mô-đun chỉ huy đã phát nổ, hoặc sẽ sớm nổ, và ngọn lửa có thể đốt cháy tên lửa nhiên liệu rắn trong tháp thoát hiểm phía trên mô-đun chỉ huy, giết chết nhân viên mặt đất gần đó và phá hủy bệ phóng.
Khi áp suất được giải phóng do cabin bị vỡ, luồng khí bên trong mô-đun khiến ngọn lửa lan khắp cabin, bắt đầu giai đoạn thứ hai của vụ cháy. Giai đoạn thứ ba bắt đầu khi hầu hết oxy bị tiêu thụ và được thay thế bằng không khí trong khí quyển, khiến cho ngọn lửa về cơ bản bị dập tắt, nhưng lại gây ra nồng độ carbon monoxide cao và khói dày đặc tràn vào cabin, đồng thời tạo ra một lượng lớn bồ hóng đọng lại trên các bề mặt khi chúng nguội đi.:5-3, 5-4
Phải mất năm phút các công nhân bệ phóng mới mở được cả ba lớp cửa sập, và họ không thể ném cửa sập bên trong xuống sàn cabin như dự định nên đã đẩy nó sang một bên. Mặc dù đèn trong cabin vẫn sáng nhưng họ không thể nhìn thấy các phi hành gia qua làn khói dày đặc. Khi khói tan, họ tìm thấy các thi thể nhưng không thể di chuyển chúng. Ngọn lửa đã làm tan chảy một phần bộ quần áo phi hành gia bằng nylon của Grissom và White cũng như các ống nối chúng với hệ thống hỗ trợ sự sống. Grissom đã cởi dây buộc và nằm trên sàn tàu vũ trụ. Dây buộc của White bị đốt cháy và họ tìm thấy anh nằm nghiêng ngay dưới cửa sập. Người ta xác định White đã cố gắng mở cửa sập theo quy trình khẩn cấp nhưng thất bại do áp suất bên trong. Chaffee thì bị buộc vào ghế bên phải, do quy trình yêu cầu anh duy trì liên lạc cho đến khi White mở cửa sập. Vì những sợi nylon nóng chảy lớn dính chặt các phi hành gia vào bên trong cabin nên việc di dời các thi thể phải mất gần 90 phút. Các thi thể chỉ có thể được đưa ra sau 7,5 giờ kể từ khi vụ việc xảy ra do khí và chất độc hiện diện khiến nhân viên y tế lúc đầu không thể tiến vào.
Deke Slayton có thể là quan chức NASA đầu tiên kiểm tra bên trong tàu vũ trụ. Lời khai của ông mâu thuẫn với báo cáo chính thức liên quan đến vị trí thi thể của Grissom. Slayton nói về thi thể của Grissom và White như sau: "Tôi khó mà xác định được chính xác mối quan hệ của hai thi thể này. Chúng gần như lẫn lộn với nhau và tôi thực sự không thể phân biệt được cái đầu nào thuộc về cơ thể nào vào lúc đó. Tôi đoán điều duy nhất thực sự rõ ràng là cả hai thi thể đều ở mép dưới của cửa sập. Họ không ngồi ở trên ghế. Gần như họ hoàn toàn không ở gần khu vực chỗ ngồi".

## Điều tra

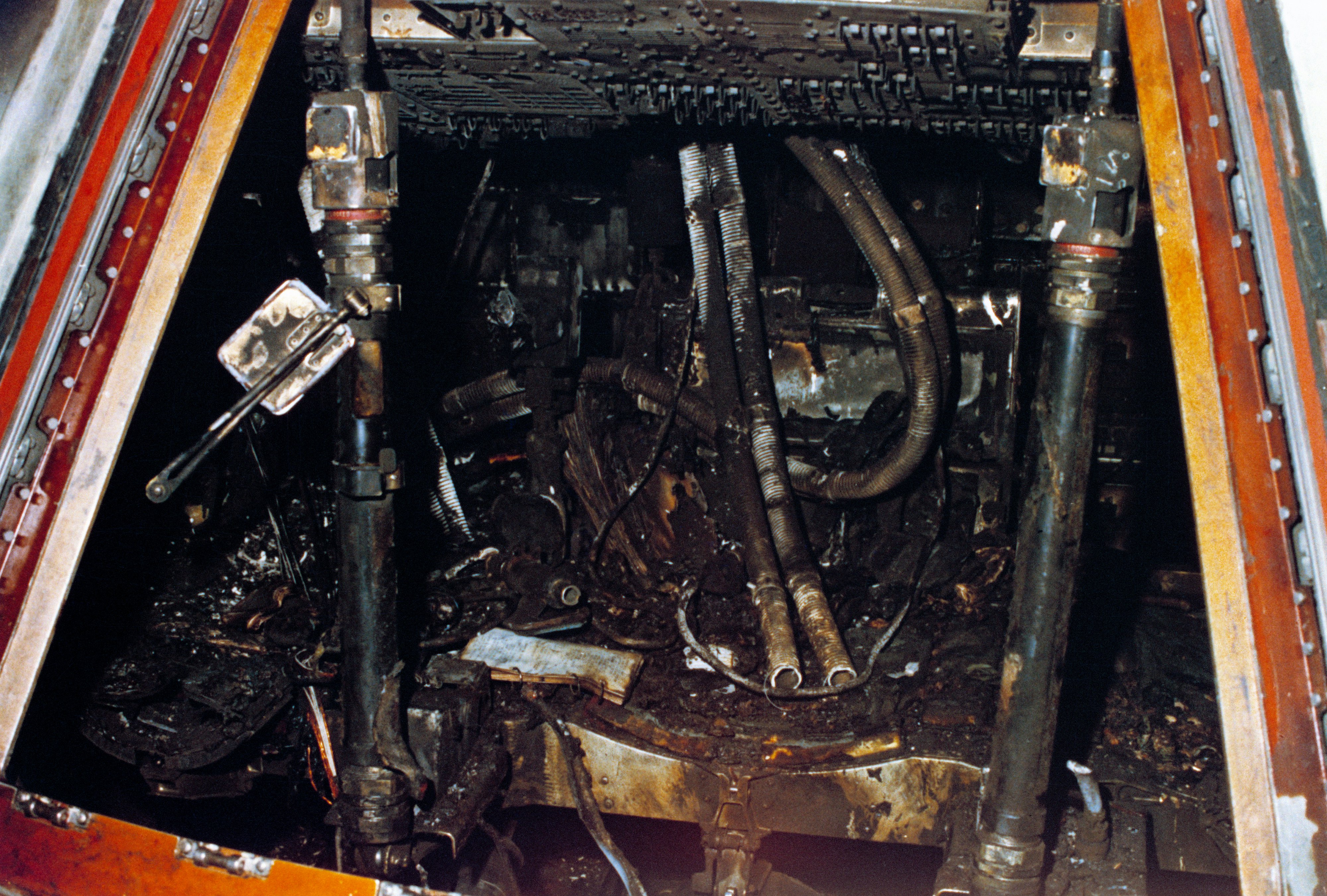
Phần bên trong bị cháy đen của cabin Apollo 1

Do thất bại trong chuyến bay của sứ mệnh Gemini 8 vào ngày 17 tháng 3 năm 1966, Phó quản lý NASA Robert Seamans đã soạn thảo và thực hiện Chỉ thị Quản lý 8621.1 (Management Instruction 8621.1) vào ngày 14 tháng 4 năm 1966, xác định Chính sách và Thủ tục Điều tra Thất bại của Nhiệm vụ (Mission Failure Investigation Policy And Procedures). Việc làm này đã sửa đổi các quy trình xử lý tai nạn hiện có của NASA, dựa trên thủ tục điều tra tai nạn máy bay quân sự, bằng cách trao cho phó quản lý quyền tiến hành các cuộc điều tra độc lập về những vụ thất bại lớn, ngoài những vụ thất bại mà các quan chức khác nhau của Văn phòng Chương trình thường sẽ phải chịu trách nhiệm. Chỉ thị tuyên bố: "Chính sách của NASA là điều tra và ghi lại nguyên nhân của tất cả sứ mệnh thất bại lớn xảy ra trong quá trình tiến hành những hoạt động hàng không và không gian của cơ quan, đồng thời thực hiện hành động khắc phục thích hợp dựa trên các phát hiện và khuyến nghị".
Ngay sau vụ hỏa hoạn, Trưởng quản lý NASA James E. Webb đã yêu cầu Tổng thống Lyndon B. Johnson cho phép NASA xử lý cuộc điều tra theo thủ tục đã được thiết lập, với cam kết sẽ trung thực trong việc đánh giá trách nhiệm và thông báo cho các nhà lãnh đạo thích hợp của Quốc hội. Seamans sau đó chỉ đạo thành lập Ủy ban Điều tra Apollo 204 (Apollo 204 Review Board) do giám đốc Trung tâm nghiên cứu Langley Floyd L. Thompson làm chủ tịch, trong đó có phi hành gia Frank Borman, nhà thiết kế tàu vũ trụ Maxime Faget và sáu người khác. Vào ngày 1 tháng 2, giáo sư Frank A. Long của Đại học Cornell rời khỏi ủy ban và được thay thế bởi Robert W. Van Dolah của Cục Mỏ Hoa Kỳ. Ngày hôm sau, kỹ sư trưởng của North American phụ trách chương trình Apollo là George Jeffs cũng từ chức.
Seamans đã ra lệnh tạm giữ tất cả phần cứng cũng như phần mềm của Apollo 1 và chỉ được trả về dưới sự kiểm soát của ủy ban. Sau khi ghi chép trọn vẹn về bên trong của CM-012 bằng công nghệ chụp ảnh lập thể, ủy ban đã ra lệnh tháo rời nó với các quy trình đã được thử nghiệm từ việc tháo rời chiếc CM-014 giống hệt và tiến hành điều tra kỹ lưỡng từng bộ phận. Họ cũng xem xét kết quả khám nghiệm tử thi của các phi hành gia và phỏng vấn nhân chứng. Seamans gửi cho Webb báo cáo tình trạng hàng tuần về tiến trình điều tra, và ủy ban đã đưa ra báo cáo cuối cùng vào ngày 5 tháng 4 năm 1967.

### Nguyên nhân tử vong
Theo ủy ban điều tra, Grissom bị bỏng cấp độ 3 nghiêm trọng hơn một phần ba cơ thể và bộ đồ du hành vũ trụ của anh gần như bị phá hủy. White bị bỏng cấp độ ba gần một nửa cơ thể và một phần tư bộ đồ du hành vũ trụ của anh đã tan chảy. Chaffee bị bỏng cấp độ ba trên gần một phần tư cơ thể và một phần nhỏ bộ đồ du hành vũ trụ của anh gặp hư hỏng. Báo cáo khám nghiệm tử thi xác định rằng nguyên nhân chính gây tử vong cho cả ba phi hành gia là ngừng tim do nồng độ carbon monoxide cao. Những vết bỏng mà phi hành đoàn phải chịu không được xem là nguyên nhân tử vong chính, và người ta kết luận rằng hầu hết chúng đều xuất hiện sau khi đã chết. Sự ngạt thở xảy ra sau khi ngọn lửa làm tan chảy bộ quần áo và ống oxy của các phi hành gia, khiến họ tiếp xúc với bầu không khí chết chóc của cabin.:6-1

### Những nguyên nhân chính gây ra tai nạn
Ủy ban điều tra đã xác định một số yếu tố chính kết hợp lại gây ra vụ cháy và cái chết của các phi hành gia:
- Một nguồn đánh lửa nhiều khả năng liên quan đến "hệ thống dây điện dễ tổn thương mang năng lượng của tàu vũ trụ" và "hệ thống ống nước dễ tổn thương mang chất làm mát ăn mòn và dễ cháy"
- Môi trường oxy tinh khiết ở áp suất cao hơn áp suất khí quyển
- Cabin được bịt kín bằng nắp cửa sập và không thể tháo ra nhanh chóng ở áp suất cao
- Sự phân bổ rộng rãi các vật liệu dễ cháy trong cabin
- Chuẩn bị không đầy đủ cho trường hợp khẩn cấp (cứu hộ hoặc hỗ trợ y tế và lối thoát cho phi hành đoàn)

#### Thiết kế cửa sập

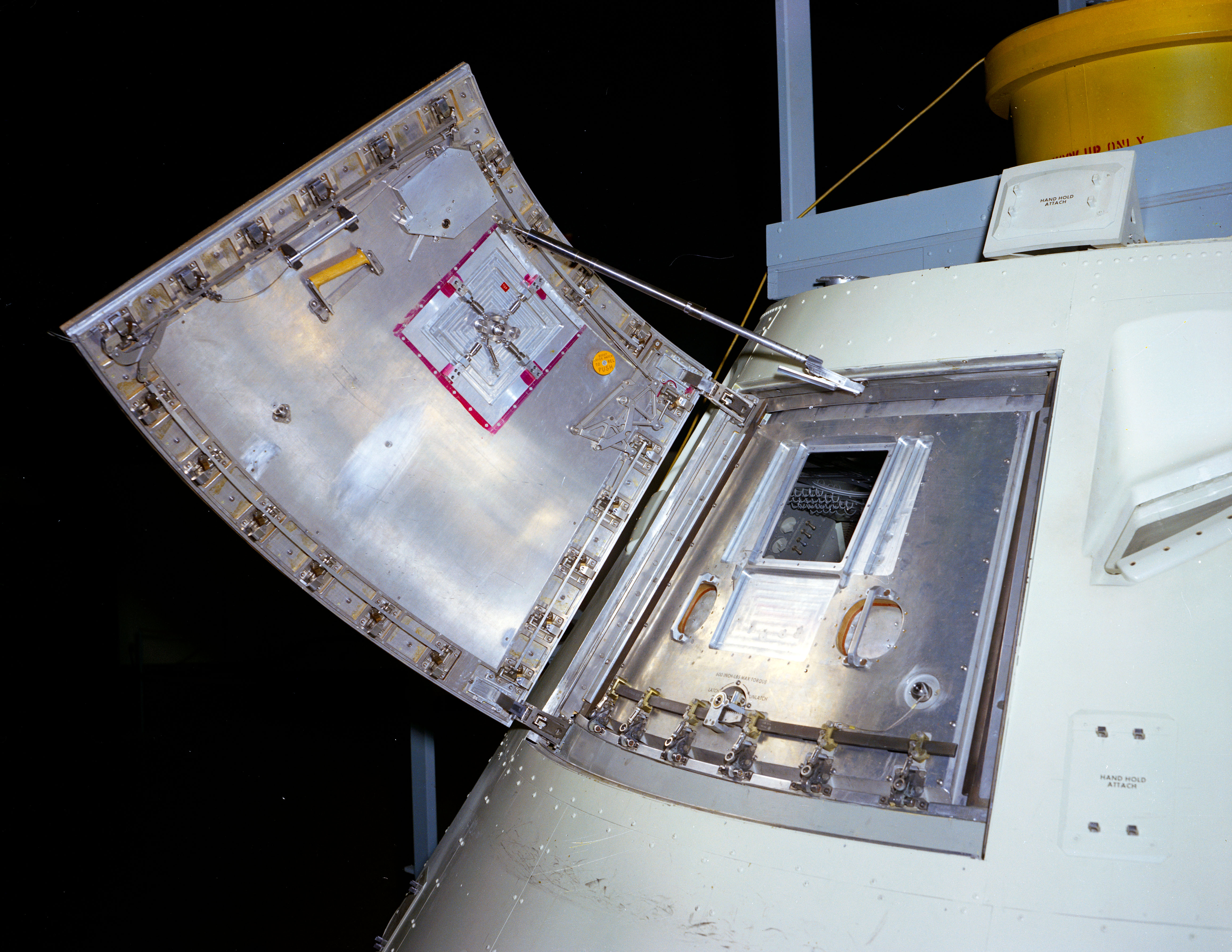
Cửa sập Block I được sử dụng trên Apollo 1, bao gồm hai mảnh và yêu cầu áp suất bên trong cabin không lớn hơn áp suất khí quyển để có thể mở. Lớp thứ ba bên ngoài, hay nắp cửa sập bảo vệ tăng cường, không được chụp.

## Hệ quả chính trị

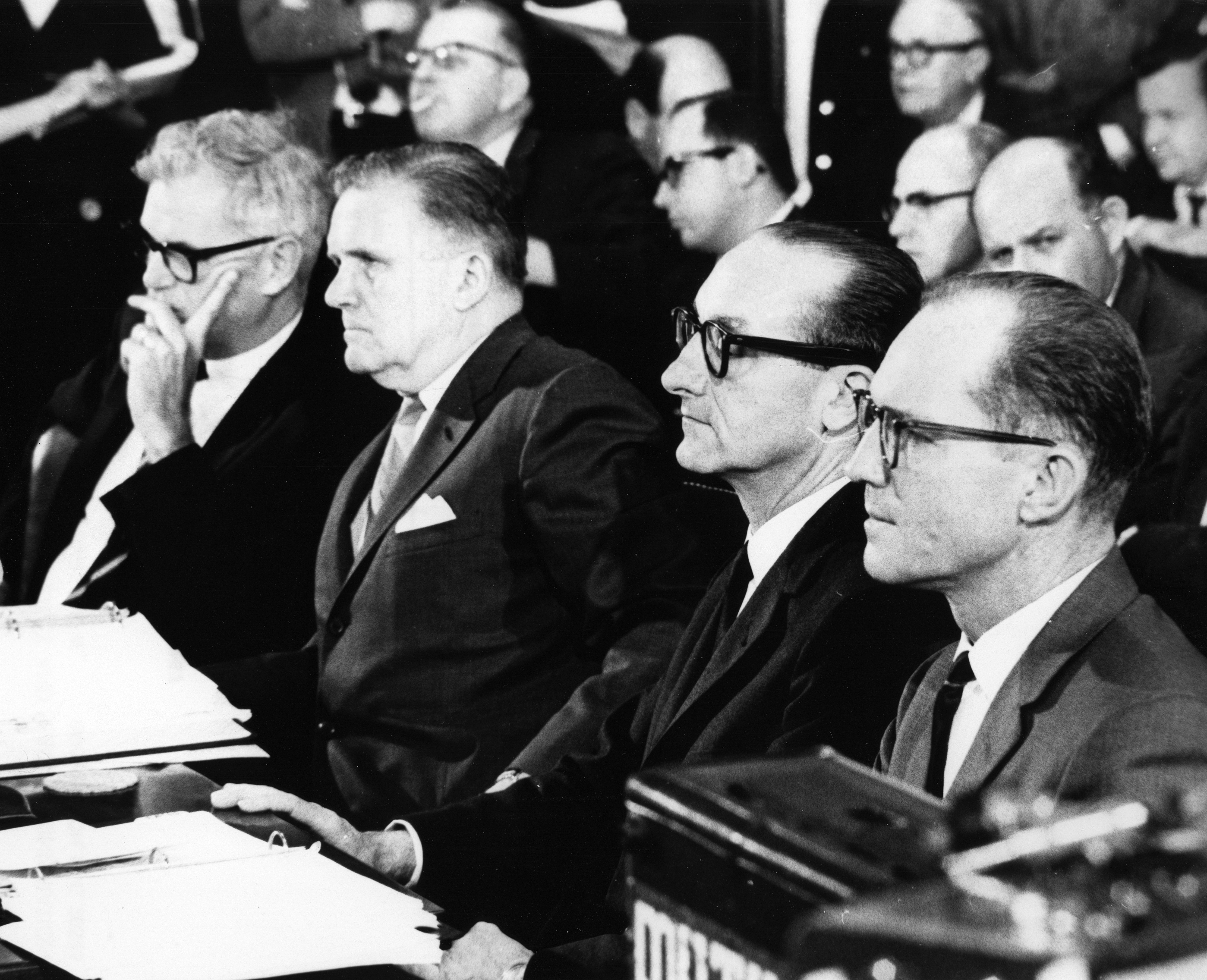
Phó quản lý Seamans, Trưởng quản lý Webb, Quản lý Chuyến bay Không gian có người lái George E. Mueller, và Giám đốc Chương trình Apollo Phillips làm chứng trước phiên điều trần của Thượng viện về vụ tai nạn Apollo.

## Tưởng niệm

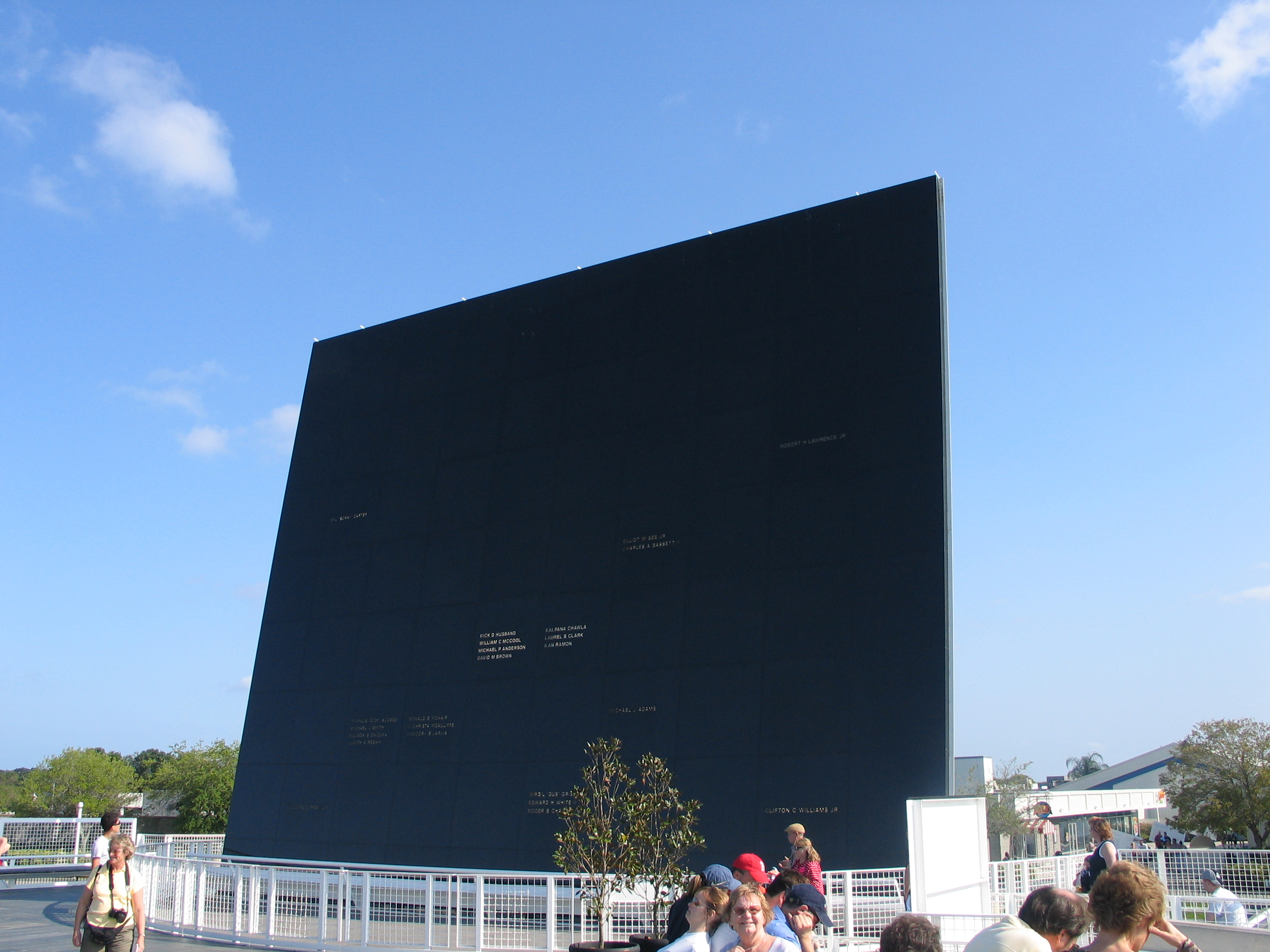
Đài tưởng niệm Space Mirror tại Trung tâm Vũ trụ Kennedy có tên Grissom, White và Chaffee ở giữa phía dưới.

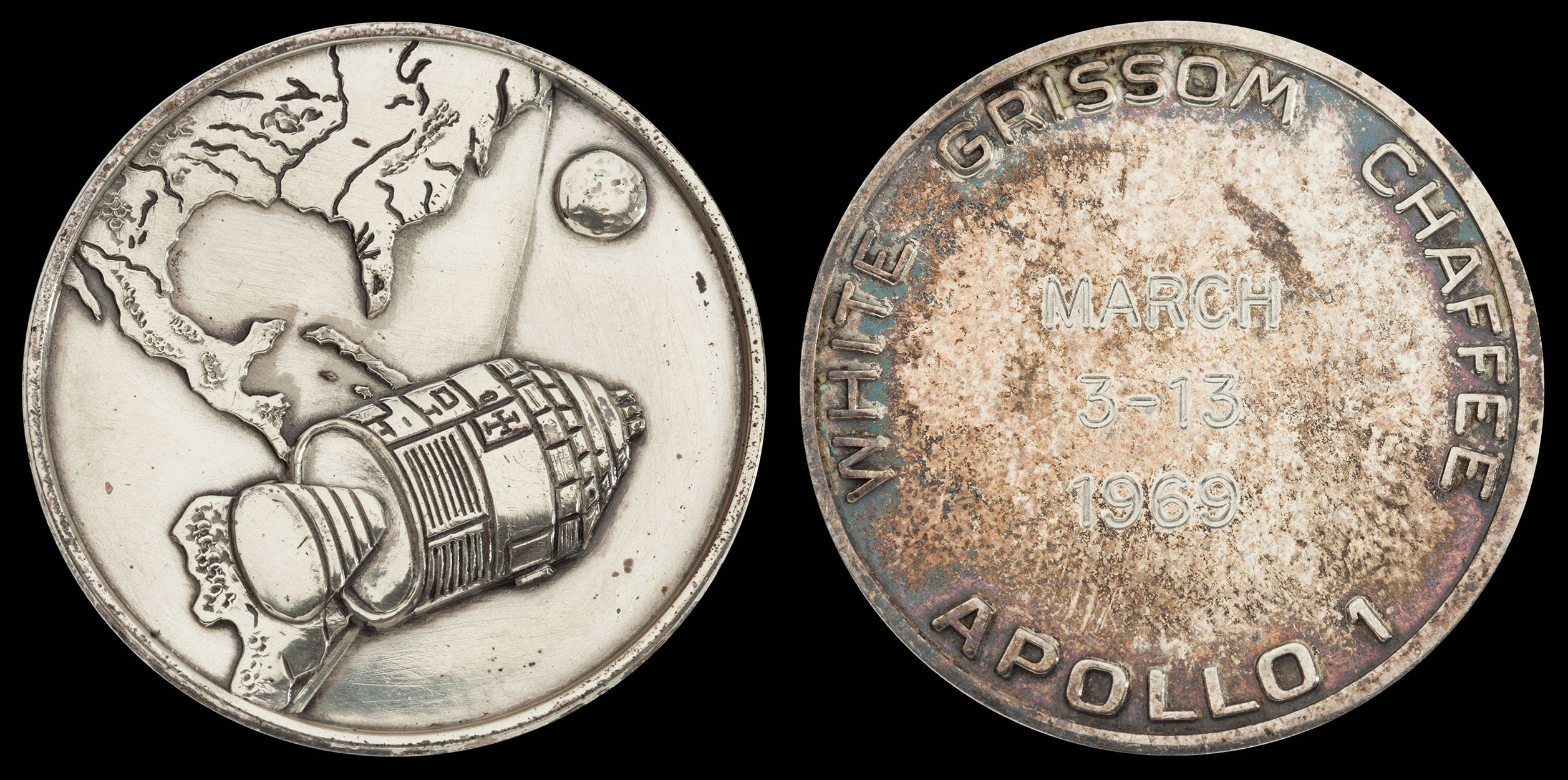
Huy chương Apollo 1 bay cùng phi hành gia Jim McDivitt trên Apollo 9

### Tổ hợp Phóng 34

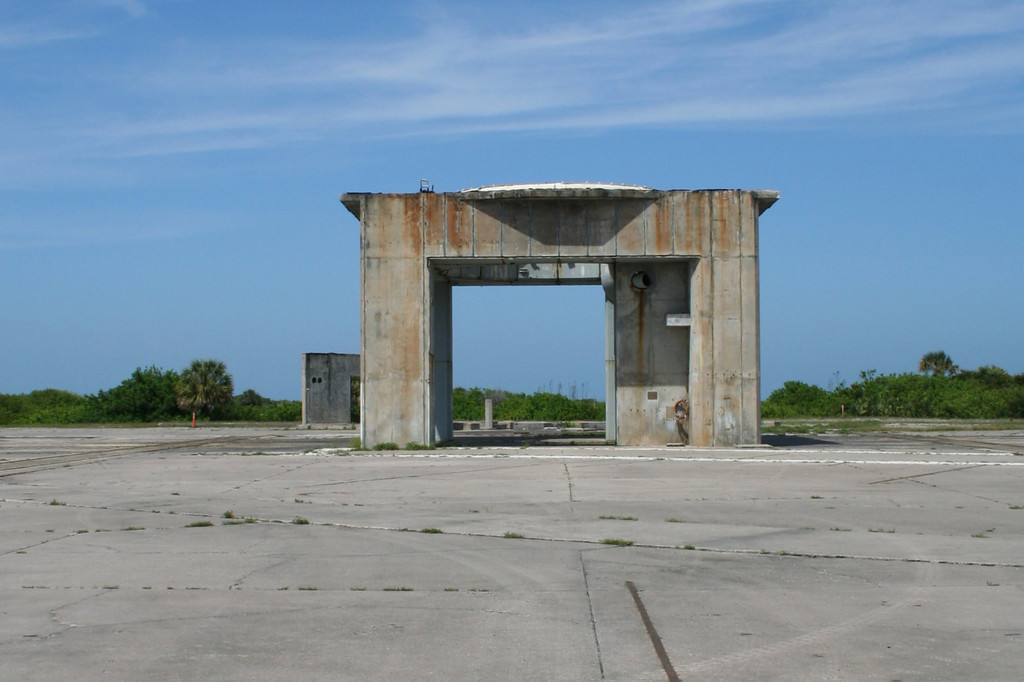
Bệ phóng, với tấm bảng đề tặng ở phía sau trụ bên phải
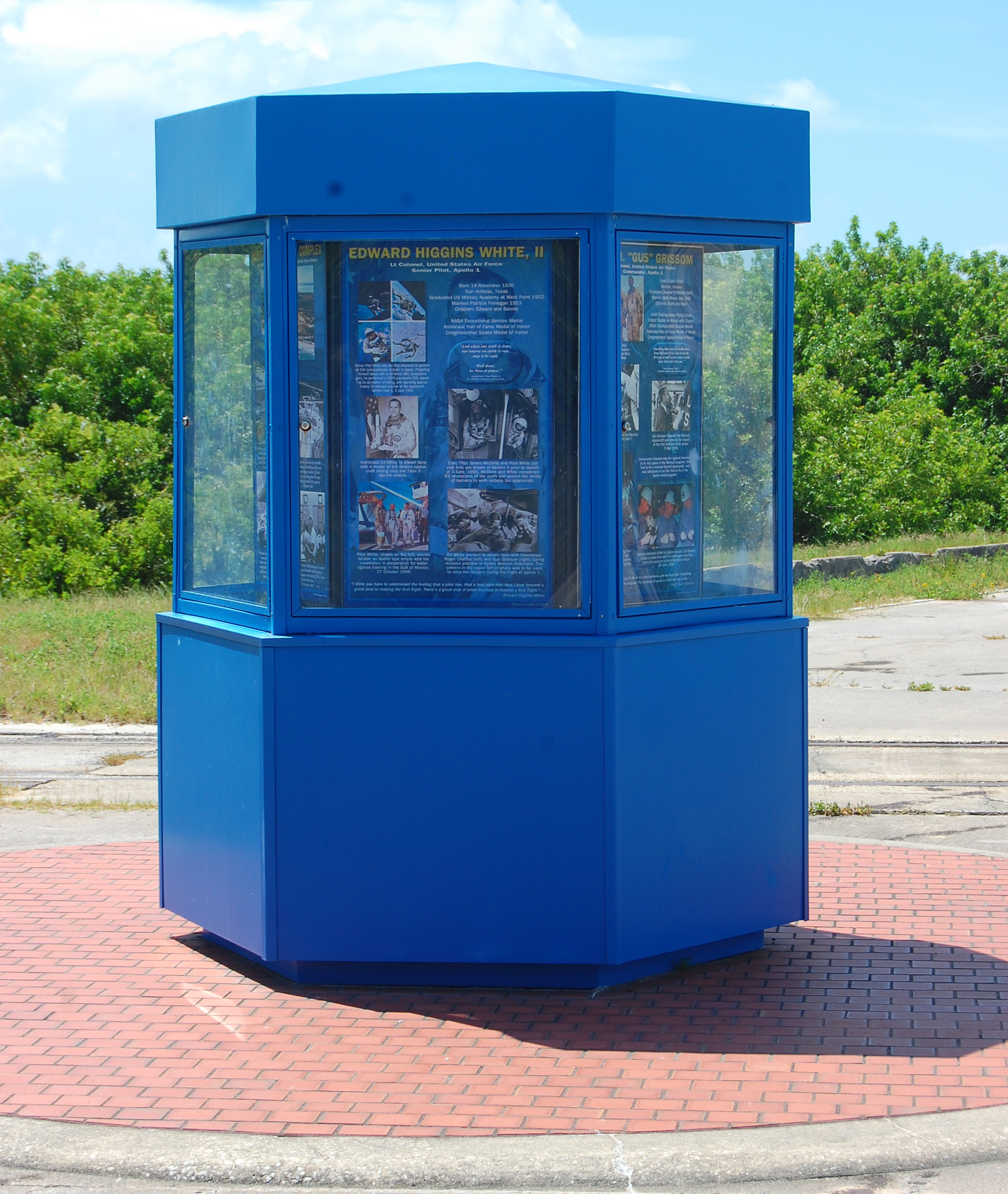
Ki ốt tưởng niệm
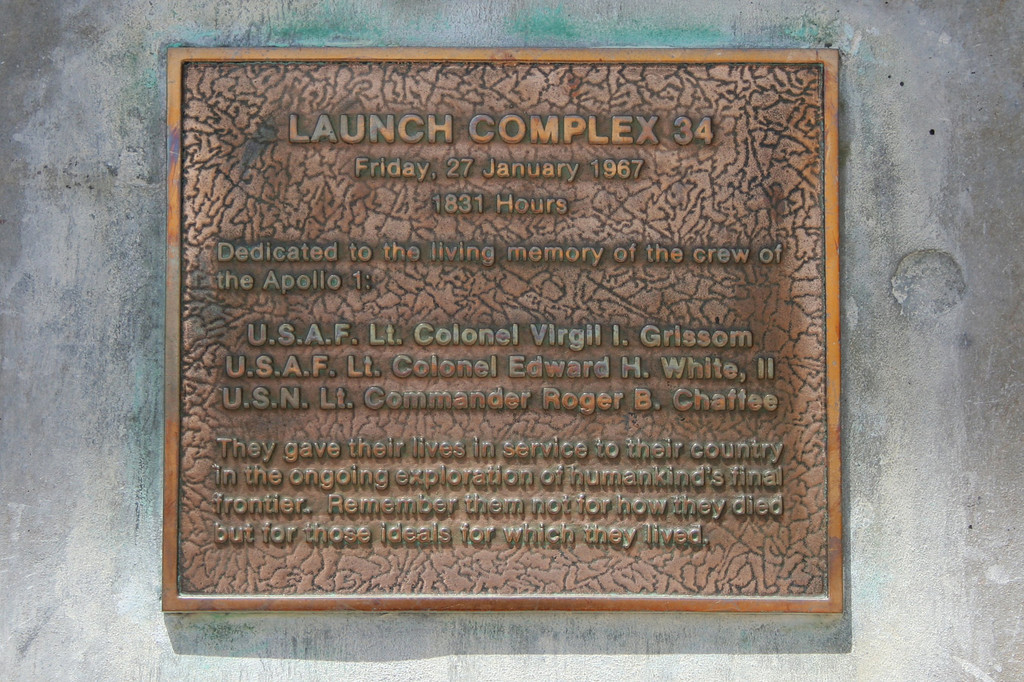
Tấm biển đề tặng gắn trên bệ phóng
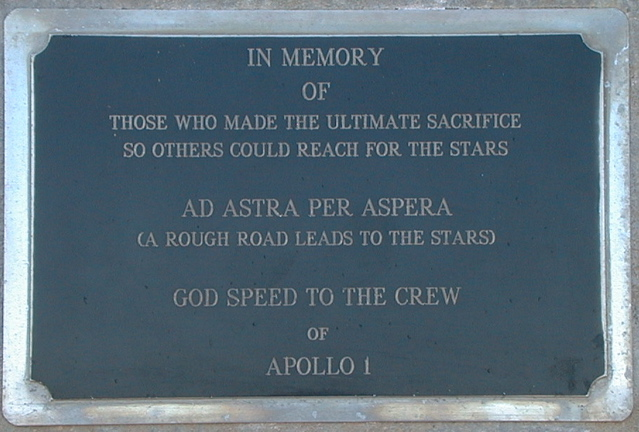
Tấm bảng tưởng niệm gắn trên bệ phóng
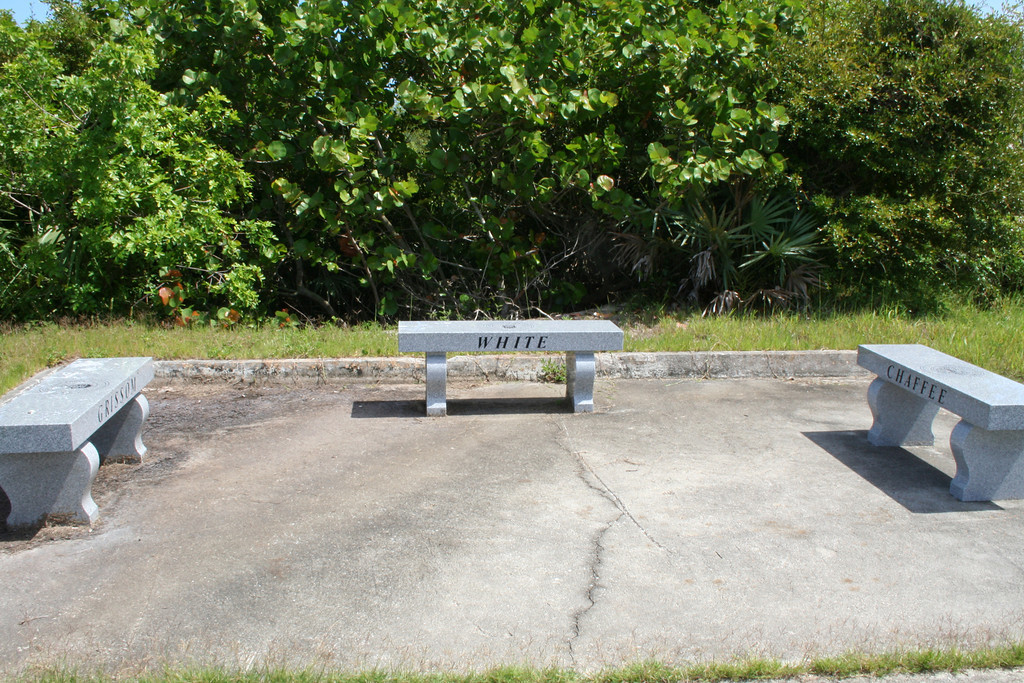
Những băng ghế hoa cương kỷ niệm bên rìa bệ phóng

## Tàn tích của CM-012

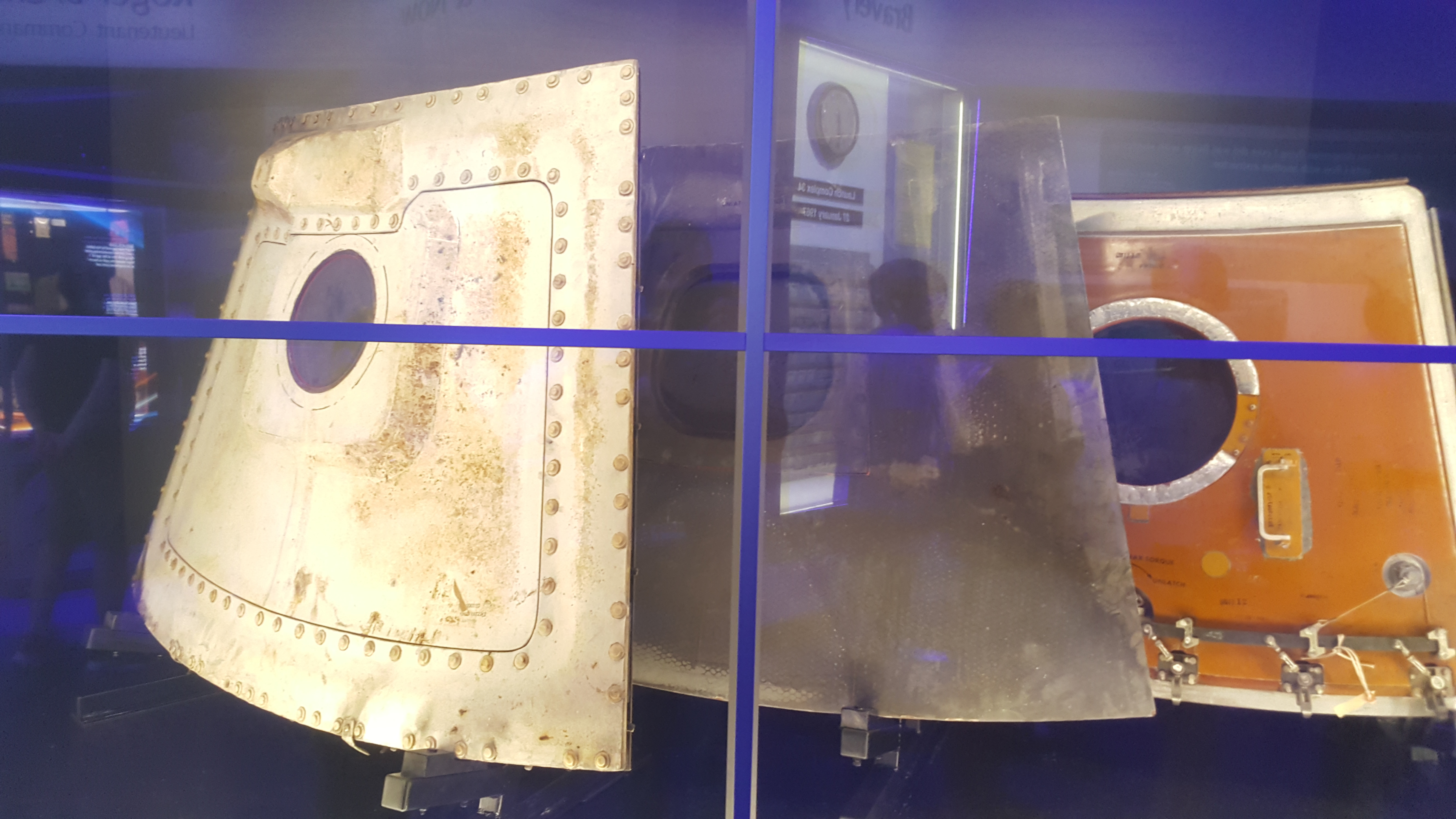
Cửa sập thực tế của Apollo 1 được trưng bày tại tổ hợp Apollo Saturn V ở Trung tâm Vũ trụ Kennedy